# Frédéric-Guillaume de Goedecke
Frédéric-Guillaume de Goedecke (en allemand Friedrich Wilhelm von Goedecke) était un militaire et homme politique prussien né à Dietz (Principauté d'Orange-Nassau) le 26 mai 1771 et décédé Neuwied le 11 mars 1857.
Après une carrière militaire dans l'armée prussienne puis néerlandaise, il fut nommé gouverneur du Luxembourg alors que le grand-duché était un territoire appartenant à la maison d'Orange-Nassau.

## Biographie

### Carrière militaire
Von Goedecke a combattu dans la guerre d'indépendance espagnole contre l'armée française de Napoléon Bonaparte. En 1815, lors de la bataille de Waterloo il commande le 2e régiment de Nassau avec le grade de colonel.
Il est ensuite promu général de division le 24 novembre 1816. En 1817, il obtient la nationalité néerlandaise et entre au service de Guillaume Ier d'Orange-Nassau alors souverain du Royaume uni des Pays-Bas et grand-duc de Luxembourg.

### Carrière politique

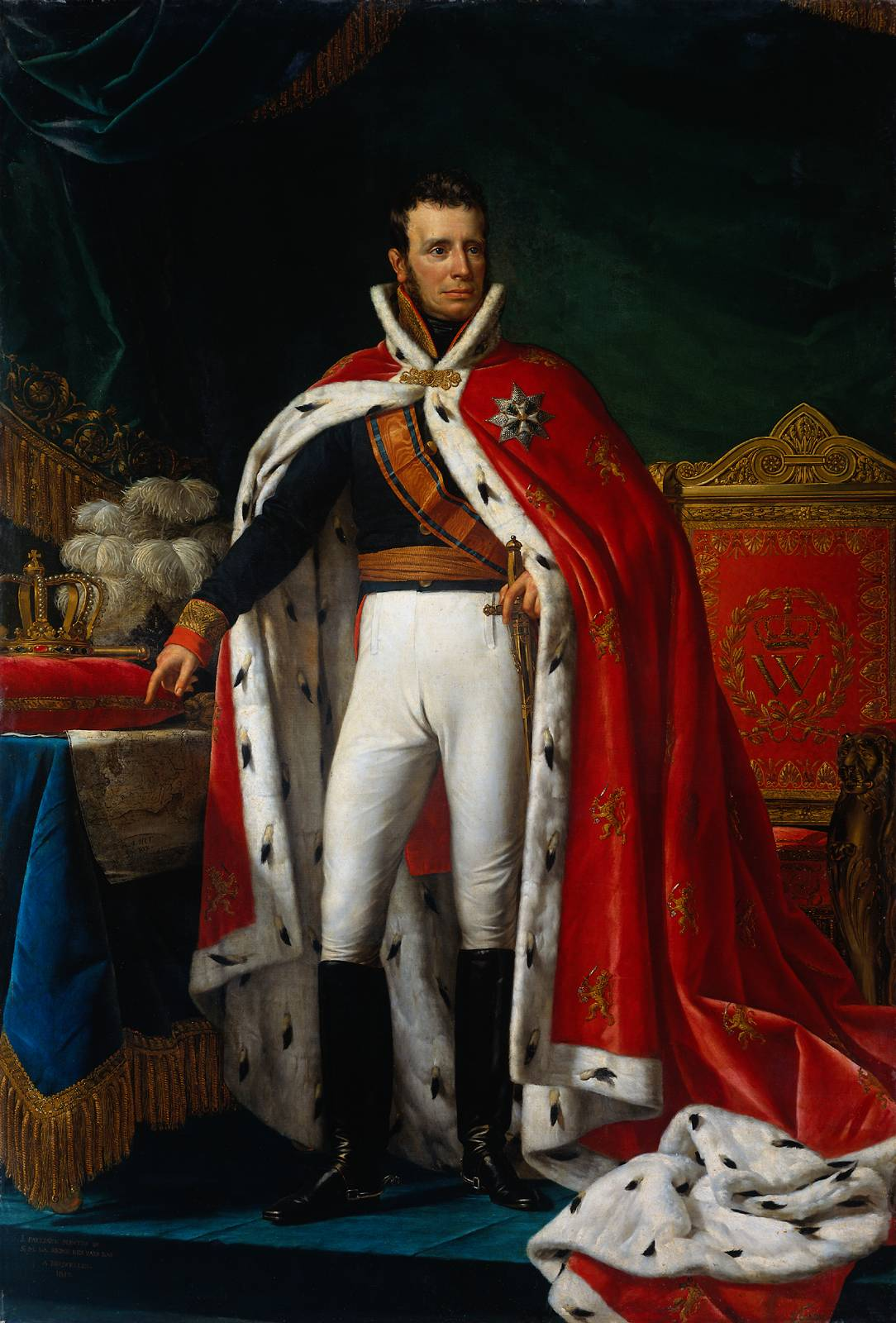
En tant que gouverneur du Luxembourg, Frédéric-Guillaume de Goedecke est le représentant du premier grand-duc de Luxembourg, Guillaume Ier (image), qui est également le roi des Pays-Bas.

Le 27 mai 1831 il est nommé gouverneur du Luxembourg et remplace ainsi Bernard de Saxe-Weimar-Eisenach pendant la période de la question du Luxembourg où il demeure fidèle au grand-duc Guillaume Ier et partisan orangiste. Il est alors le représentant de l'autorité grand-ducale sur le réduit territorial du Grand-duché de Luxembourg, ramené tacitement à un cercle de deux lieues autour du glacis de la forteresse depuis la convention militaire belgo-luxembourgeoise de 1831, où celui-ci peut encore exercer sa souveraineté, après l'annexion du Grand-duché de Luxembourg par la Belgique du 16 octobre 1830. Il est, dès lors, amené à gérer les relations entre la Belgique et le Luxembourg en tant qu'autorité suprême représentant le grand-duc qui, lui, est engagé dans la guerre belgo-néerlandaise et dans les affaires liées à la révolution belge, puis à l'indépendance de la Belgique du Royaume uni des Pays-Bas.
Conjointement avec l'autorité militaire luxembourgeoise, représentée par le gouverneur militaire de la forteresse, le général Frédéric Dumoulin, ainsi que le gouverneur civil de celle-ci, Louis-Guillaume de Hesse-Hombourg, von Goedecke va défendre les intérêts de Guillaume d'Orange au travers des différentes crises, tant politiques que militaires qui vont jalonner ces années de troubles pendant lesquelles la Belgique nomme également un gouverneur pour administrer ce qu'elle considère comme sa neuvième province : la province de Luxembourg. La ville de Luxembourg, capitale et plus grande ville du territoire, étant incluse dans le réduit territorial sous contrôle grand-ducal, le nouveau royaume belge déplace temporairement l'administration provinciale dans son nouveau chef-lieu, à Arlon. Le 17 avril 1832, Frédéric-Guillaume de Goedecke fait arrêter et incarcérer le gouverneur « belge » Jean-Baptiste Thorn pour le motif d'avoir « contribué au renversement du Gouvernement établi par la loi fondamentale du Royaume uni des Pays-Bas et du Grand-duché de Luxembourg. » Cette arrestation fut ordonnée dans un arrêté adressé au bourgmestre de Luxembourg et au commandant de la gendarmerie grand-ducale, puis orchestrée à la résidence de Jean-Baptiste Thorn, au château de Schoenfels, à trois lieues au nord de Luxembourg (dans l’actuelle commune de Mersch). Il fut détenu jusqu'au 23 novembre 1832, date à laquelle il fut échangé contre Antoine Pescatore, meneur de la contre-révolution orangiste au grand-duché de Luxembourg, détenu jusque là par les belges à Namur.
Cette situation indécise entre les deux états perdure jusqu'en 1838 et à l'acceptation par le roi grand-duc du traité de séparation de la Belgique et des Pays-Bas. Cela engendrera la signature du traité des XXIV articles et la scission du Grand-duché de Luxembourg le 19 avril 1839, par laquelle le Luxembourg retrouve un territoire bien plus grand, correspondant à l'ancien « quartier allemand » du Grand-duché, de langues germaniques (par opposition au « quartier wallon » de langues romanes), et dont les frontières sont toujours celles du Luxembourg actuellement. Deux mois plus tard, soit le 18 juin 1839, le gouverneur von Goedecke annonce officiellement son départ du poste de Président de la Commission du Gouvernement.